# Los de Aragón
Los de Aragón es una zarzuela de un acto, con música del compositor español José Serrano y libreto de Juan José Lorente. Esta obra, estrenada en el Teatro Centro de Madrid el 16 de abril de 1927,
refleja el patriotismo regional de los aragoneses. 

## Personajes
- Gloria, cantante enamorada de Agustín. Contralto.
- Agustín, militar enamorado de Gloria. Tenor lírico.
- Luis, amigo de Agustín.

## Argumento
Gloria es una maña de pura cepa con grandes dotes de cantante que quiere ver mundo y por eso se va de su casa. Más tarde triunfa como artista, pero su anticuada familia la repudia por abandonar el hogar y sus tareas. Su melodramático novio Agustín se desespera y, aprovechando que esta cumpliendo el servicio militar en África, se ofrece para misiones suicidas con el ánimo de morir, pero en lugar de eso le dan medallas. Más adelante los dos coinciden en Zaragoza y se reconcilian al escuchar juntos las campanas de la Basílica del Pilar.

## Adaptación al cine
Gloria del Moncayo es la adaptación que se realizó en 1940 dirigida por Joan Parellada.